# Равандуз
Раванду́з (курд. ڕەواندز) — город на севере Ирака, расположенный на территории мухафазы Эрбиль (автономия Иракский Курдистан).

## Географическое положение
Город находится в северной части мухафазы, в горной местности западных склонов Загроса, на высоте 658 метров над уровнем моря.

Равандуз расположен на расстоянии приблизительно 65 километров к северо-востоку от Эрбиля, административного центра провинции и на расстоянии 358 километров к северу от Багдада, столицы страны.

## Население
По данным последней официальной переписи 1965 года, население составляло 5 411 человек.
Динамика численности населения города по годам:
| 1965  | 2012    |
| ----- | ------- |
| 5 411 | 124 989 |

В национальном составе населения преобладают курды.

## История
Город был известен уже во времена существования Новоассирийского царства и упоминается как один из пунктов торговли по дороге на Ниневию. C 1787 года Равандуз был столицей эмирата Соран, уничтоженного османскими властями в 1836 году.
В 1915 году, во время Первой мировой войны, город был оккупирован русскими войсками и ассирийцами. В 1922 году городом овладели турки, а в 1923 — англичане.
В период между 1928 и 1932 годами, английской администрацией была построена стратегически важная дорога от города Эрбиль, через Равандуз, к иранской границе в районе Пираншехра.

Также город был известен как центр курдского сопротивления иракским властям.